# Терра Фуд
«Терра Фуд» — українська молочна компанія, що виробляє вершкове масло, рослинно-вершкові суміші, сир в Україні.

## Діяльність
Терра Фуд — українська компанія-виробник молочних продуктів, заснована 1999 року після купівлі Тульчинського маслосирзаводу. До складу компанії входять 6 підприємств з виробництва молочних продуктів.

## Зовнішні ринки
Компанія є одним із найбільших українських експортів рослинно-молочних та рослинно-вершкових сумішей, масла та сиру, продукція компанії постачається до 55 країн.

## Продукція
- молоко;
- вершкове масло;
- рослинно-вершкова суміш;
- твердий сир;
- м'який білий сир;
- плавлений сир;
- йогурт;
- кефір;
- сир кисломолочний;
- ряжанка.

Бренди: ТМ «Ферма», ТМ «Тульчинка», ТМ «Біла лінія», ТМ Premialle, ТМ «Вапнярка», ТМ «Золотий резерв»

## Виробничі потужності
- Білоцерківський молочний комбінат
- Крижопільський сирзавод
- Вапнярський сирзавод
- Решетилівський маслозавод
- Рожищенський сирзавод
- Тульчинський маслосирзавод[5]

## Показники діяльності
2020 року частка компанії у виробництві рослинно-вершкових сумішей сягнула 37,7 %, у виробництві масла — 12,2 %. Компанія має 12,4 % експортного ринку молочного ринку України.
Компанія є постачальником вершково-молочних сумішей для McDonald's в Україні та Грузії.

## Історія
- 2021 — почато виробництво веганських продуктів[10]
- 2021 — отримано сертифікат Protek level-2 від Intertek[11]
- 2020 — 13-й аудит якості McDonald's[12]
- 2020 — відкрито новий цех ультрапастеризації на Тульчинському маслосирзаводі[13]
- 2016 — Фортунато Гуадалупі став Генеральним директором[14]
- 2014 — об'єднання всіх молочних активів Групи в Україні під егідою «Турра фуд»[джерело?]
- 2013 — Придбання Рожищенського сирзаводу[джерело?]
- 2012 — купівля Чечельницького заводу плавлених сирів.[джерело?]
- 2011 — випуск облігацій первинної позики АК «Зелена долина» на Українській біржі[джерело?]
- 2008—2009 — початок виробництва незбираного молока[джерело?]
- 2005 — придбання Крижопільського сирзаводу та Тульчинського м'ясокомбінату[джерело?]
- 2004 — створення Агрокомплексу «Зелена долина». Вихід на аграрний ринок України[джерело?]
- 2003 — купівля Решетилівського маслозаводу[джерело?]
- 2001 — купівля Вапнярського молокозаводу[джерело?]
- Під управлінням Войтовича починає роботу «Томашпіль-цукор», підприємство з вирощування та переробки цукрових буряків[джерело?]
- 1999 — купівля Тульчинського маслосирзаводу.[джерело?]